# ロウアー半島
ロウアー半島（ロウアーはんとう、Lower Peninsula）は、アメリカ合衆国ミシガン州南東部を形成する半島。正式な名称はLower Peninsula of Michigan（ミシガン州のロウアー半島）というが、単にLower Peninsula、またはThe L.P.と呼ぶことのほうが多い。半島が野球のミットのような形状をしていることから、The Mittenとも呼ばれる。またアッパー半島をLand above the Mackinac（マキナック海峡の上の地）と呼ぶことに対比して、ロウアー半島をLand below the bridge（マキナック橋の下の地）と呼ぶこともある。アッパー半島の住民はロウアー半島を単に「デトロイト」と呼ぶこともある。また、「橋の下」に住んでいるというところに引っ掛けてジョーク的に「トロール」とも呼ぶ。
ロウアー半島は西から北西にかけてミシガン湖、東から北東にかけてヒューロン湖に囲まれている。北にはマキナック海峡を隔ててアッパー半島が横たわっている。南は陸続きでインディアナ州およびオハイオ州に接している。ロウアー半島はミシガン州の総面積の約2/3を占め、総人口の約97%を抱えている。デトロイト、フリント、アナーバー、ランシング、グランドラピッズといったミシガン州の主要都市は全てロウアー半島に集中している。

## 地理

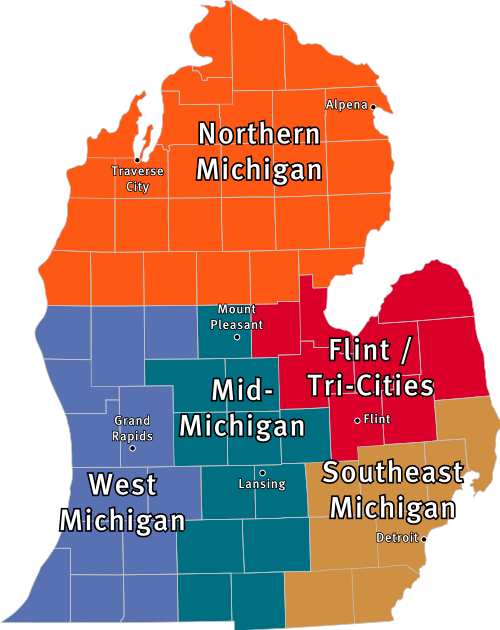
ロウアー半島の5地域

ロウアー半島は、地理、土壌、植生、都市/農村比率、マイノリティの人口比率、農業などの特色により、以下の5つの地域に区分される。
- 北ミシガン（Northern Michigan、右の地図中橙色）
- 中央ミシガン（Mid-Michigan、地図中緑）
- 西ミシガン（West Michigan、地図中青）
- ザ・サム（The Thumb、地図中赤、Flint/Tri-Citiesと記されている）
- 南東ミシガン（Southeast Michigan、地図中ベージュ）

なお、中央ミシガンの南半分と西ミシガンの南東部を「南ミシガン」（Southern Michigan）とし、6つに分ける区分もある。

## 北ミシガン
ロウアー半島の中でもマウントプレザント以北の地域を指す。ちょうどミットの指にあたる。全5地域の中で最も面積が広く、包含する郡の数も最も多いが、人口は最も希薄である。ロウアー半島の他地域とは異なり人口の多い都市はなく、小都市や町村が点在している。ミシガン湖やヒューロン湖の湖岸にはラディントン、トラバースシティ、マッキノーシティなど夏の避暑地が点在する。ロウアー半島とアッパー半島を分かつマキナック海峡に浮かぶマキナック島はミシガン州随一の観光地である。北ミシガンの西側はやや山がちになっており、冬季のスキーリゾートも点在する。
この地域の主産業はこれらの避暑地・リゾート地を中心とした観光業である。観光客の多くはデトロイトやシカゴといった南方の大都市からくる。夏の別荘を中心とした不動産業も盛んである。また、かつてこの地域の経済を支えた林業と漁業は現代においても盛んである。一方、気候と土壌はロウアー半島の他地域よりもアッパー半島に似ており、1年を通して冷涼で、土壌がやせているため農業には不向きである。主産物は主にジャガイモなどに限られる。グランドトラバース湾の周辺ではサクランボやワイン醸造用ブドウも栽培されている。グランドトラバース湾の湾奥に位置するトラバースシティは「世界のサクランボの都」と名乗っている。
地域のほぼ中央を州間高速道路I-75が南北に走っている。I-75は北ミシガンとアッパー半島を結ぶマキナック橋を渡る。また、マッキノーシティとアッパー半島のセントイグナスの両方からマキナック島へ、ラディントンからミシガン湖を渡りウィスコンシン州マニトワックへといったフェリーの便もある。

## 中央ミシガン

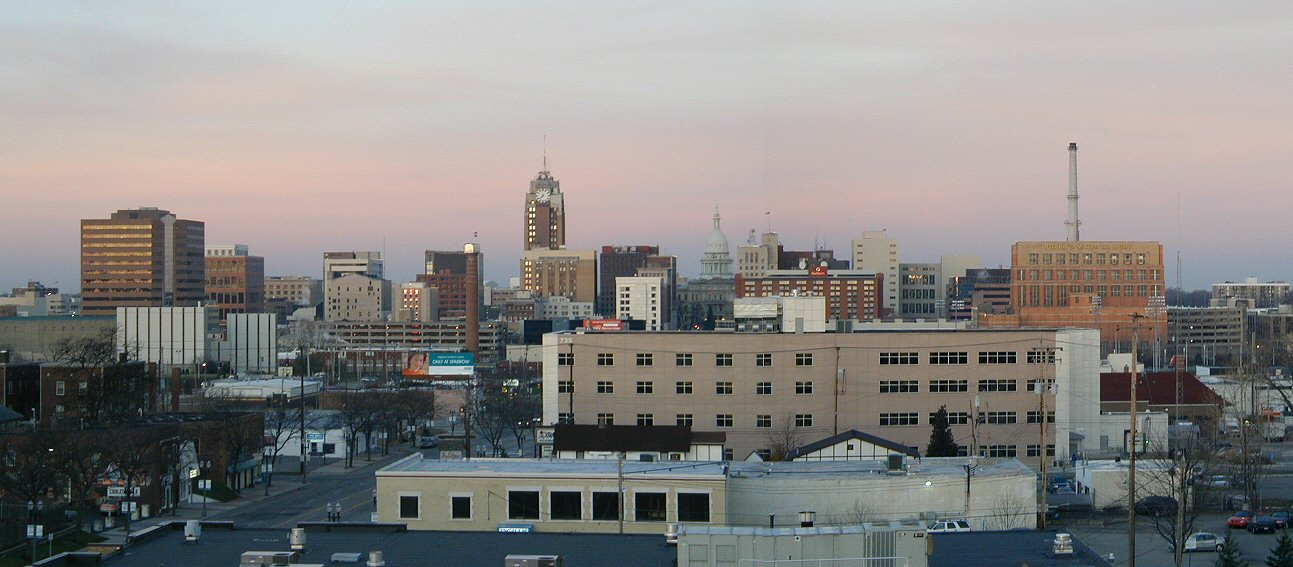
ランシング

州都ランシングを中心とした地域で、ミットの手のひらの部分にあたる。地域内にはランシング都市圏の他にもいくつかの都市が存在するが大部分は農地で、地域の主産業は農業である。土壌は肥沃で、主にトウモロコシ、大豆、甜菜などが生産されている。
経済面・文化面では南東ミシガンのデトロイト・アナーバーや西ミシガンのグランドラピッズには及ばないものの、ランシングはミシガン州会議事堂、ミシガン州最高裁判所、アメリカ合衆国地方裁判所を抱えるほか、州の各種機関が集中する、政治面での州の中心都市としての役割を担っている。また、ランシングの東に隣接するイーストランシングはミシガン州立大学の大学町である。ミシガン州の機関とミシガン州立大学はランシング都市圏における2大雇用主で、都市圏の経済を支える存在である。
ランシングは地域の交通のハブでもある。州間高速道路I-69が中央ミシガンのランシング以南を縦断して走り、インディアナポリスに通じている。ランシング以北では東寄りにルートを変え、フリントへと通ずる。ランシングではこのI-69にI-96が交わり、東にデトロイトへ、西にグランドラピッズへとつながっている。

## 西ミシガン

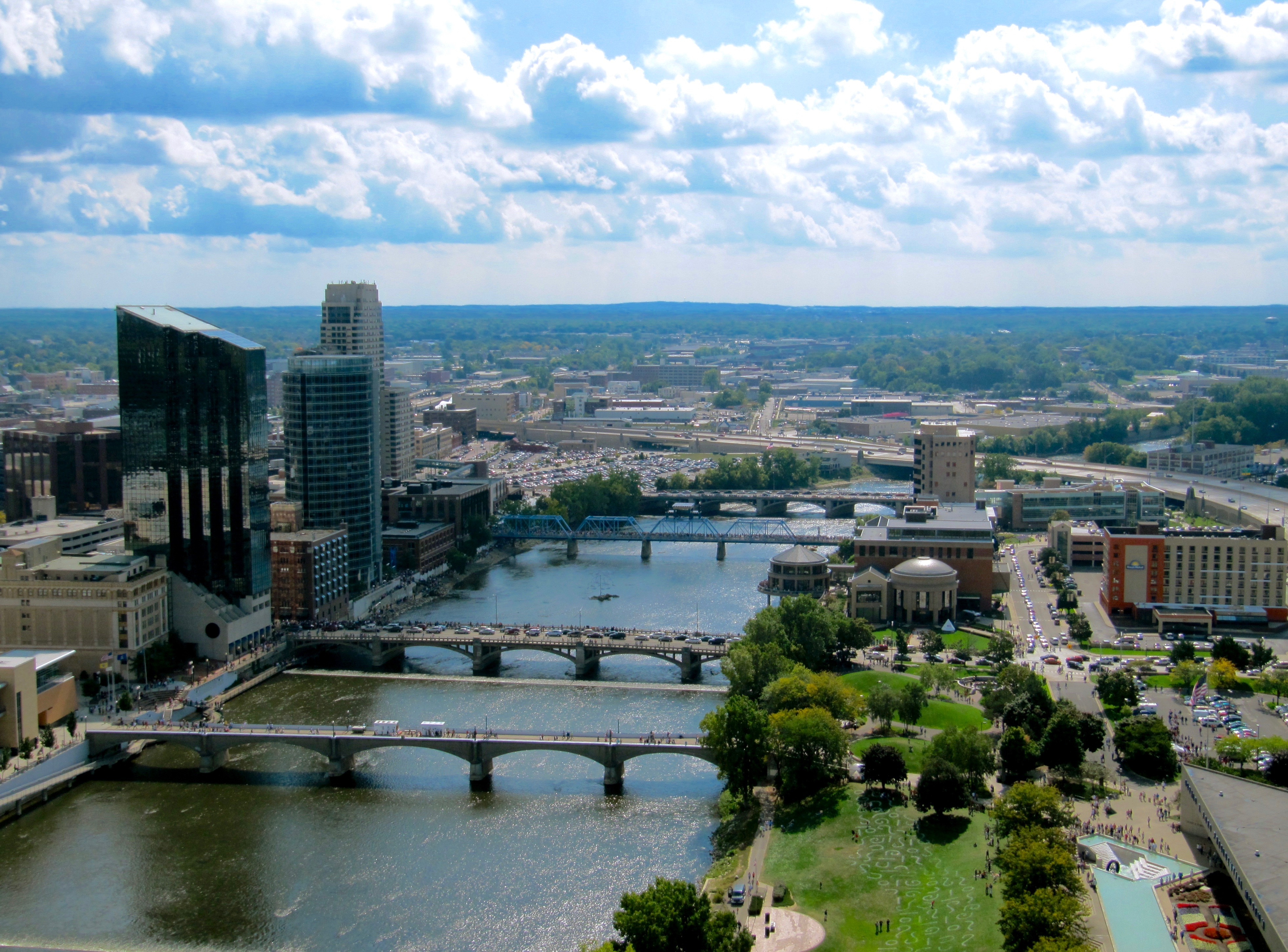
グランドラピッズ

市域に約20万人、都市圏に約130万人の人口を抱えるミシガン州第2の都市グランドラピッズを中心とした地域である。狭義の西ミシガンはグランドラピッズ都市圏を構成するアレガン・ケント・マスキーゴン・オタワの4郡のみを指す。広義ではこれにカラマズーなどを含み、南はインディアナ州との州境までの6郡、北はグランドラピッズ都市圏の北に隣接する3郡を加える。
19世紀後半には製材業と家具産業が発達した。現代においても家具産業はグランドラピッズの看板産業である。また、グランドラピッズ郊外に本社を構えるアムウェイや、カラマズーの東、バトルクリークに本社を置くシリアル食品の最大手ケロッグなど、国際的に事業を展開する企業の本社もいくつかある。一方、ミシガン湖に面するマスキーゴンはミシガン湖東岸で最大の都市であり、グランドラピッズ西郊の港湾都市としての役割を果たすだけでなく、観光地としての要素も持っている。
カラマズーは中西部有数の一流リベラルアーツ・カレッジであるカラマズー大学や地域密着型の州立大学である西ミシガン大学を抱え、南東ミシガンのアナーバー、中央ミシガンのイーストランシングと並ぶ学術都市としての要素も持っている。グランドラピッズ近郊にはグランドバレー州立大学がキャンパスを構えている。
地理的にはデトロイトよりもシカゴに近いが、道路交通網はグランドラピッズとデトロイトを州間高速道路I-96が、カラマズーとデトロイトをI-94が結ぶなど、デトロイトに直結するように作られている。グランドラピッズ市内でマスケゴンへ向かうI-96本線とI-196が分岐し、I-196はカラマズーから西へ伸びるI-94と合流する。このルートにより、西ミシガン地域の州間高速道路網はシカゴとも直結している。

## 南東ミシガン

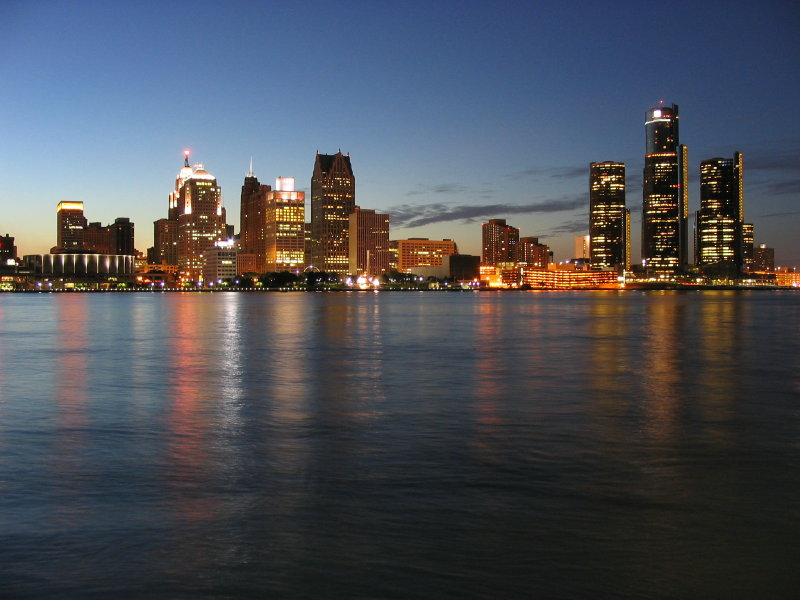
デトロイト

人口88万人を抱える全米第11位の大都市、デトロイトの都市圏とほぼ重なる。6郡からなる都市圏は450万人、これにフリント、アナーバー、モンローとその周辺地域を加えた9郡からなる大都市圏は540万人の人口を数え、州の総人口の半数に達する。ノースウェスト航空のハブ空港のひとつであるデトロイト・メトロポリタン・ウェイン・カウンティ空港を玄関口に持ち、3本の州間高速道路（I-75、I-94、I-96）が交わるなど、州の交通の中心でもある。また全米屈指の名門州立大学であるミシガン大学を抱え、博物館・美術館などの文化施設も数多く抱える一方、モータウン・サウンドを生み出した、州の文化の中心となっている地域でもある。
かつては自動車産業で栄えた。しかし1960年代の公民権運動、1970年代以降の日本車の台頭などによりデトロイトは一気に斜陽へと転じた。裕福な白人はトロイなど治安の良い郊外へと移住していった（ホワイト・フライトという）。そのため都市中心部と郊外とで人口構成が大きく異なる。デトロイト市の人口の81%がアフリカン・アメリカンであるのに対し、トロイでは82%が白人、13%がマイノリティの中でも比較的裕福なアジア人である。また、中心部に貧賤な層が取り残されたため、デトロイトの犯罪率は全米の大都市の中で最悪の水準であるが、その一方でトロイは「全米の安全な都市」で第5位にランクされるなど、都心の荒廃と郊外化が目立つ。

## ザ・サム

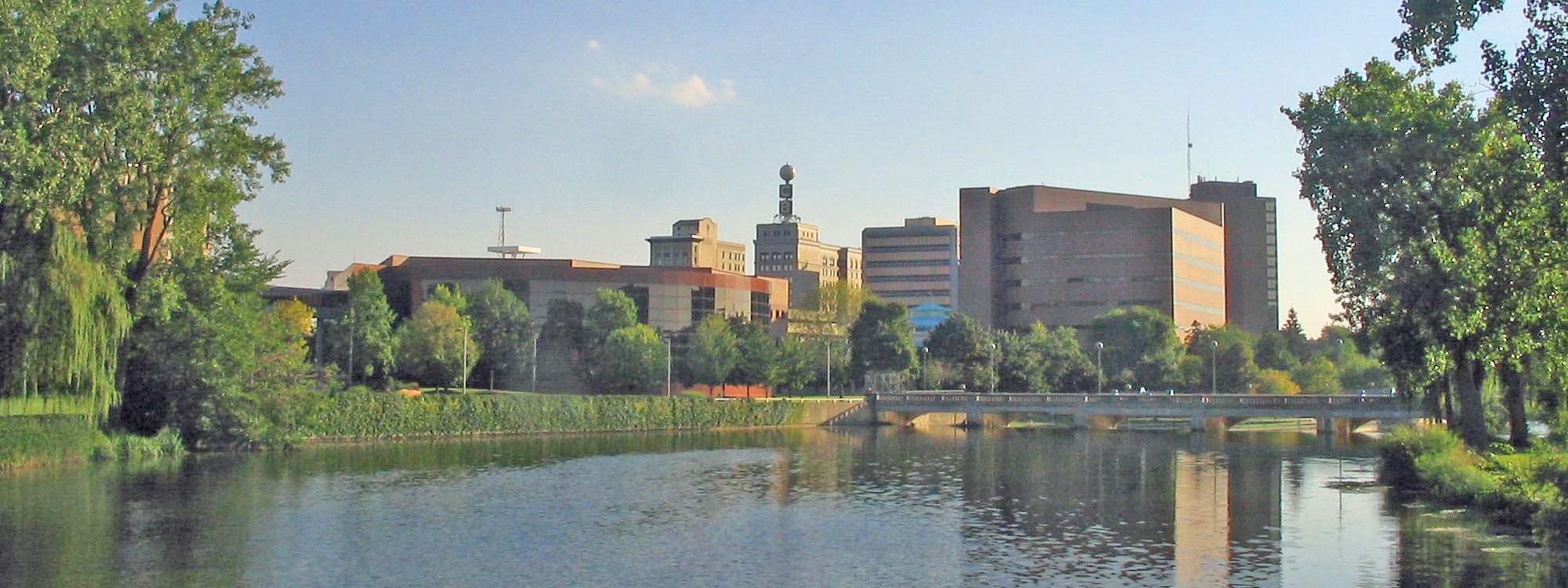
フリント

ザ・サムは南東ミシガンの北、中央ミシガンの北東の地域である。ちょうどミットの親指にあたる位置にあるためこのように呼ばれている。厳密にはヒューロン湖とサギノー湾に挟まれた半島に位置するヒューロン・サニラック・タスコーラの3郡を指すが、広義では地図中にあるようにデトロイト都市圏に含まれるジェネシー・ラピアの2郡、およびサギノー都市圏を形成するサギノー・ミッドランド・ベイの3郡を含む。広義のザ・サムの中心都市はジェネシー郡のフリントである。フリントの北にはサギノー・ミッドランド・ベイシティの三つ子都市が位置している。フリントでは2本の州間高速道路、I-75とI-69が交わる。I-75はデトロイトへ、I-69はランシングを経由してインディアナポリスへと通じている。
この地域は全体的に平坦で、土壌が肥沃であるため、農業が盛んである。かつては「世界の大豆の都」と呼ばれたキンデや「世界の甜菜の都」と呼ばれたセベウェイングのような村も抱えている。一方、ヒューロン湖岸のいくつかの町や村は観光地として賑わっている。
フリントを除いて、この地域の住民は圧倒的に白人が多い。初期にこの地域に入植してきたのはドイツ人やポーランド人が多く、現代においても、その生活様式や習慣は住民たちに受け継がれている。一方、フリントはデトロイト同様自動車産業の低迷によって白人が市外へ移住し、黒人人口率が6割に近い。